# Hastfer
Hastfer var en svensk adelsätt med tyskt ursprung. En gren blev friherrlig ätt år 1678, men utslocknade år 1689, utesluten 1727, grevlig ätt nummer 31 år 1687, utslocknad år 1695. En annan gren naturaliserades 1731 som adlig ätt nummer 1845, upphöjdes samtidigt till friherrligt stånd men introducerades som friherrlig ätt först 1756 på nummer 240. Ätten utslocknade 1859.

## Personer med efternamnen Hastfer eller Hastfehr
- Berndt Johan Hastfer (1737–1809), friherre, militär, landsförrädare
- Göran Hastfehr (omkring 1675–1709), militär
- Henrik Hastfehr (1651–1724), militär
- Jacob Johan Hastfer (1647–1695), greve, militär och ämbetsman
- Johan Hastfer (1692–1769), friherre, militär
- Otto Magnus Hastfehr (1650–1718), militär
- Wilhelm Henrik Hastfer (omkring 1650–1704), militär